# Codex Assemanius

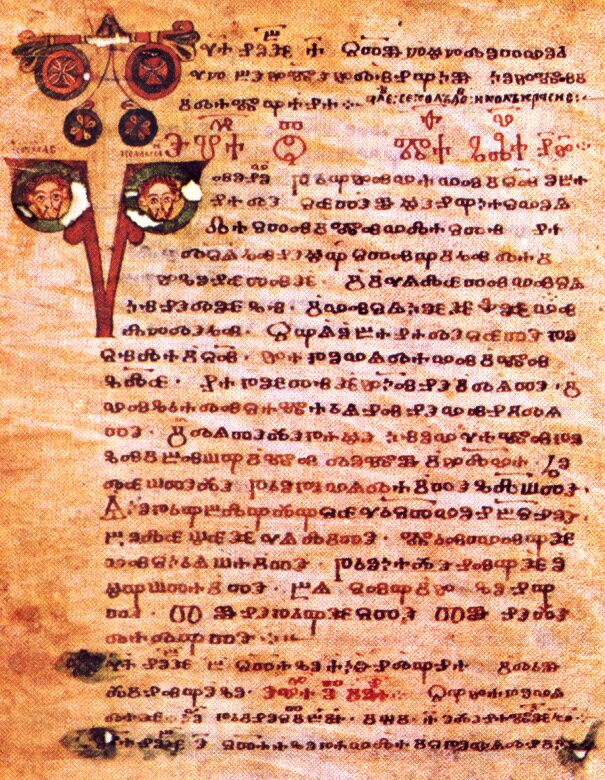
Un folio du Codex Assemanius de la Bibliothèque vaticane

Le Codex Assemanius est un évangéliaire en vieux-slave écrit en alphabet glagolitique rond. Il est composé de 158 feuillets de parchemin enluminés, Le manuscrit, de provenance macédonienne, est daté du début du XIe siècle, fin du Premier Empire bulgare.
Le codex est dénommé d'après son découvreur, Joseph-Simonius Assemani, prêtre érudit et bibliothécaire du Vatican, d’une famille libanaise maronite, qui l'a trouvé et acheté à Jérusalem en 1736. Son neveu Étienne-Évode en a fait don à la Bibliothèque du Vatican, où le codex est encore aujourd'hui conservé.
Le codex est un "Aprakos" , recueil des lectures évangéliques utilisées dans la liturgie des dimanches et fêtes. À la fin du manuscrit se trouve un "Menologium", recueil de vies de saints qui mentionne Démétrius, Théodose, Clément et d'autres saints macédoniens.
Le codex est tenu par beaucoup comme le plus beau manuscrit en vieux-slave.

## Source
- (en) Cet article est partiellement ou en totalité issu de l’article de Wikipédia en anglais intitulé « Codex Assemanius » (voir la liste des auteurs).